# Comuna Linköping
Linköping (Linköpings kommun) este o comună din comitatul Östergötlands län, Suedia, cu o populație de 150.202 locuitori (2013).

## Geografie

### Zone urbane
Lista celor mai mari zone urbane din comună (anul 2015) conform Biroului Central de Statistică al Suediei:
| Nr | Zona urbană   | Pop.    |
| -- | ------------- | ------- |
| 1  | Linköping     | 106.502 |
| 2  | Ljungsbro     | 6.763   |
| 3  | Malmslätt     | 5.074   |
| 4  | Tallboda      | 3.311   |
| 5  | Linghem       | 2.853   |
| 6  | Ekängen       | 2.485   |
| 7  | Vikingstad    | 2.335   |
| 8  | Sturefors     | 2.228   |
| 9  | Bergs slussar | 1.307   |
| 10 | Slaka         | 593     |

## Demografie
| \| Evoluția demografică în comuna Linköping, 1970–2015 \| Evoluția demografică în comuna Linköping, 1970–2015 \| Evoluția demografică în comuna Linköping, 1970–2015 \| Evoluția demografică în comuna Linköping, 1970–2015 \| Evoluția demografică în comuna Linköping, 1970–2015 \| \| ----------------------------------------------------------------------------------------------------- \| --------------------------------------------------- \| --------------------------------------------------- \| --------------------------------------------------- \| --------------------------------------------------- \| \| An \| \| \| Locuitori \| \| \| 1970 \| 1970 \| \| 104646 \| 104646 \| \| 1975 \| 1975 \| \| 109236 \| 109236 \| \| 1980 \| 1980 \| \| 112600 \| 112600 \| \| 1985 \| 1985 \| \| 116838 \| 116838 \| \| 1990 \| 1990 \| \| 122268 \| 122268 \| \| 1995 \| 1995 \| \| 131370 \| 131370 \| \| 2000 \| 2000 \| \| 133168 \| 133168 \| \| 2005 \| 2005 \| \| 137636 \| 137636 \| \| 2010 \| 2010 \| \| 146416 \| 146416 \| \| 2015 \| 2015 \| \| 152966 \| 152966 \| \| Sursa: SCB - Statistika Centralbyrån, Folkmängd efter region, civilstånd, ålder och kön. År 1968–2016 \| \| \| \| \| |      |  |           |        |
| Evoluția demografică în comuna Linköping, 1970–2015 |      |  |           |        |
| An |      |  | Locuitori |        |
| 1970 | 1970 |  | 104646    | 104646 |
| 1975 | 1975 |  | 109236    | 109236 |
| 1980 | 1980 |  | 112600    | 112600 |
| 1985 | 1985 |  | 116838    | 116838 |
| 1990 | 1990 |  | 122268    | 122268 |
| 1995 | 1995 |  | 131370    | 131370 |
| 2000 | 2000 |  | 133168    | 133168 |
| 2005 | 2005 |  | 137636    | 137636 |
| 2010 | 2010 |  | 146416    | 146416 |
| 2015 | 2015 |  | 152966    | 152966 |
| Sursa: SCB - Statistika Centralbyrån, Folkmängd efter region, civilstånd, ålder och kön. År 1968–2016 |      |  |           |        |